# Mỹ Đức, An Giang
Mỹ Đức là một xã thuộc huyện Châu Phú, tỉnh An Giang, Việt Nam.

## Địa lý

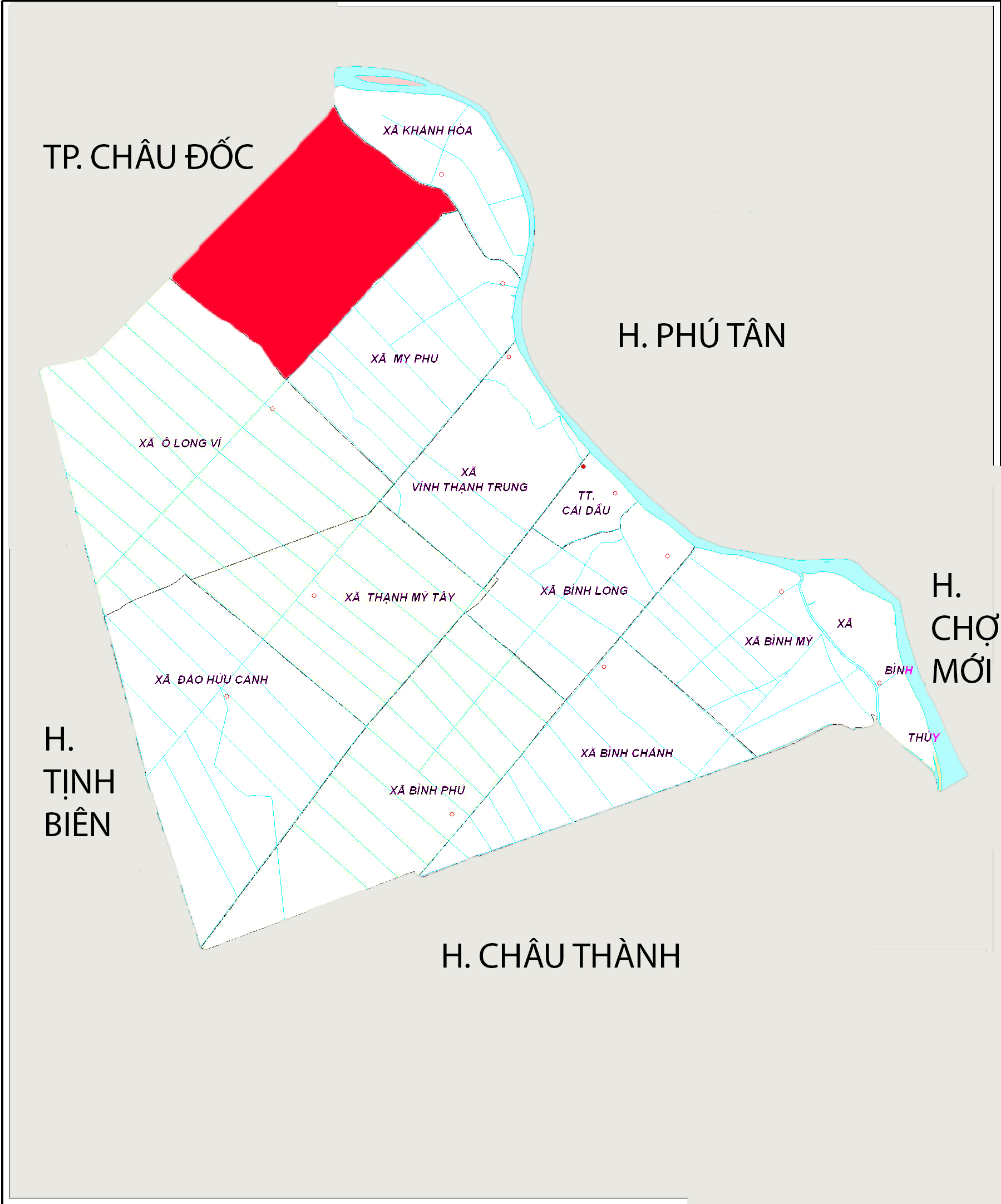
Vị trí xã Mỹ Đức trên bản đồ huyện Châu Phú, An Giang

Xã Mỹ Đức nằm ở phía bắc huyện Châu Phú, có vị trí địa lý:
- Phía đông giáp xã Khánh Hòa
- Phía tây giáp xã Ô Long Vĩ
- Phía nam giáp xã Mỹ Phú với ranh giới là rạch Cần Thảo
- Phía bắc giáp thành phố Châu Đốc.

Xã Mỹ Đức có diện tích 39,31 km², dân số năm 2019 là 19.685 người, mật độ dân số đạt 501 người/km².
Diện tích đất tự nhiên 3.657 ha, trong đó diện tích đất nông nghiệp 3.103 ha. Dân số có 5.154 hộ với tổng số nhân khẩu 22.310 người, trong đó số hộ sống bằng nghề nông 3.608, dân cư gồm người Kinh, Hoa.

## Hành chính
Xã Mỹ Đức được chia thành 7 ấp: Mỹ Thiện, Mỹ Phó, Mỹ Chánh, Mỹ Hòa, Mỹ Thạnh, Mỹ Hiệp, Mỹ Thành.

## Kinh tế
Tình hình sản xuất nông nghiệp: với diện tích trồng lúa 3.059 ha; cây màu 278 ha; thủy sản: diện tích hiện nuôi 28 ha, sản lượng thu hoạch 320 tấn; thú y: tổng đàn gia súc gia cầm 23.916 con. Bình quân lương thực đầu người 37 triệu đồng/người/năm.